# Cooke Optics
Cooke Optics Ltd. és una companyia que fabrica òptiques per càmeres creada a Leicester, Regne Unit. Ofereix diferents sèries d'òptiques variables, fixes i anamòrfiques de muntura PL i LPL. El seu reconeixement és atribuït, principalment, per l'ús i especialització d'aquestes lents al cinema. L'empresa distribueix els seus productes a uns 60 països de tot el món, dels quals el 90% són exportats.

## Història
L'origen de Cooke Optics prové de dues bandes diferents, per un costat és una escissió de la companyia Taylor,Taylor & Hobson (TT&H), i per l'altre deu a la companyia T. Cooke and Sons of New York (1836) la denominació Cooke.
L'origen de Taylor, Taylor & Hobson es remunta a l'any 1885, amb l'establiment dels germans William i Thomas Smithies Taylor al carrer Slate de Leicester, Regne Unit, i l'inici de la manufactura dedicada a instruments òptics. Dos anys més tard, William Hobson s'hi afegí com a manager de ventes i començaren a firmar com a Taylor, Taylor & Hobson. Al voltant d'aquells anys, la construcció d'òptiques fotogràfiques deixaven, desenfocades, les vores de tota imatge presa amb una exposició baixa i un diafragma més obert que f/32. La solució del problema estaria en mans de H. Dennis Taylor, dissenyador d'òptiques de T. Cooke and Sons of New York amb el disseny del triplet Cooke.
El prototip de Dennis Taylor no va captar l'atenció dels seus companys i va ser leshores quan va contactar amb la manufactura de Leicester el setembre de 1893. Taylor, Taylor & Hobson va respondre positivament i es va oferir per la producció i venta de la lent. Els germans Cooke, membres de T. Cooke and Sons of New York, van permetre que Taylor, Taylor & Hobson llencés el producte al mercat sempre i quan totes les lents es reconeguessin com a marca Cooke.
Consecutivament, TT&H va produir la primera lent Cooke amb la patent del triplet Cooke i l'any posterior va guanyar una medalla de la Royal Photographic Society a “millora de lents en els últims anys”. A banda d'atorgar a totes les lents la denominació Cooke, tal com s'havia pactat amb T. Cooke and Sons of New York, en les primeres òptiques hi evidenciaven l'autor de la patent amb una gravació escrita: “patent de H. D. Taylor”. Cap els inicis del 1900, la manufactura havia crescut considerablement i havia esdevingut una empresa. En aquests inicis es van contractar nous membres, entre ells Arthur Warmisham el 1912 i Horace Lee l'any següent, ambdós dissenyadors òptics per l'empresa. La seva feina ha estat molt notable i nombrosa, sobretot la de Warmisham qui va aconseguir 70 patents des de 1922 fins a la dècada de 1930.
La creació i venta d'una abundant producció de lents van popularitzar el nom de l'empresa maximitzant l'ús d'aquestes lents en tots els àmbits: des de retrats fins a la documentació de una gran quantitat d'expedicions (entre elles: l'expedició a l'Antàrtida d'Ernest Shackleton, dues expedicions a l'Everest i altres expedicions polars). Les lents també van jugar un rol important durant la Primera Guerra Mundial, ja que els objectius alemanys que s'utilitzaven no eren compatibles amb el material de la Royal Air Force, i sobretot a les produccions fílmiques de Hollywood, que es trobava en un període d'esplendor deguda a la innovació tècnica. Va ser durant els anys 1920 i 1930, que l'empresa comptava amb dones ajudants perquè calculessin el recorregut dels rajos lumínics i després assegurar-se que els resultats coincidien amb els que feia un ordinador. Aquestes dones eren denominades, dones “computers” (ordinador).
L'any 1931, TT&H va col·laborar amb la companyia Bell & Howell de Chicago, manufactura de càmeres cinematogràfiques. Al mateix temps (i per causes desconegudes) el dissenyador Horace Lee va marxar de la companyia i va ser reemplaçat per Charles Wynne, qui també s'encarregà de la creació de noves lents amb la mà de Warmisham. No obstant, Wynne marxaria l'any 1943, Warmisham el 1955 i uns anys abans, el 1947, Taylor, Taylor & Hobson hauria estat adquirit per Rank Organisation, esdevenint Rank Taylor Hobson (RTH).
A partir dels anys 1960 van arribar noves innovacions i noves lents. Per una banda, l'estandardització de nous formats, 8mm per l'ús personal i amateur, i 16mm com a alternativa econòmica i professional del 35mm, fent que el llavors Rank Taylor Hobson produís sèries de lents per càmeres d'aquests formats. També, amb l'arribada del color a la televisió es normativitzar l'ús de d'òptiques variables, i la companyia Taylor, sota la directriu de l'arribat dissenyador òptic, Gordon Cook, no va dubtar en crear lents especialitzades. D'entre totes aquestes innovacions, el 1988 Gordon Cook va rebre el premi Gordon E. Sawyer atorgat per l'Acadèmia de les Arts i les Ciències Cinematogràfiques.
Ja a finals de mil·lenni, el 1997, RTH va començar a produir lents per instruments meteorològics i l'any següent va decidir decantar-se per aquesta via fins a dia d'avui. La part dedicada a la producció de lents fotogràfiques i cinematogràfiques va ser comprada per Les Zellan, qui aleshores era un distribuïdor dels productes Cooke als Estats Units. Després d'adquirir l'empresa, va traslladar tota la fàbrica preexistent a una nova construcció de 21.000 peus quadrats i va col·locar-hi tota la maquinària original i a tot el personal. D'entre els treballadors, s'hi troba Mark Craig a qui Les Zellan nomenà cap de disseny òptic. La nova empresa va passar a denominar-se Cooke Optics Limited o Cooke Optics Ltd.
Aquell mateix any, Les Zellan va construir una nova sèrie de lents cinematogràfiques, la Cooke S4 prime, i va guanyar un premi Cinec. L'arribada de Zellan va portar una alenada d'aire fresc i l'empresa va renéixer amb més força que mai guanyant, el següent any, el premi Technical Academy Award per tot els dissenyadors mecànics i òptics. Al llarg dels 20 anys posteriors, l'empresa ha creat 8 sèries més de lents cinematogràfiques, que han esdevingut molt populars en la indústria. Entre aquestes s'hi inclouen les sèries 5/i, miniS4/i, Panchro/i Classic, S7/i, Anamorphic /i Zooms, Anamorphic/i, Anamorphic/i SF, i Anamorphic/i Full Frame Plus.
L'any 2008 Robert Howard va incorporar-se a l'equip directiu Cooke i juntament amb Zellan van treballar en la creació i innovació òptica. L'any 2005, Les Zellan va idear la tecnologia intelligent (/i) i a dia d'avui, 40 manufactures l'han adoptat.
El 2013, l'Acadèmia de les Arts i les Ciències Cinematogràfiques va atorgar-li a l'empresa un premi de reconeixement per haver "ajudat a definir l'aspecte de les pel·lícules de l'últim segle" amb innovacions constants en les que s'hi inclouen objectius zoom que no requereixen molta il·luminació. Aquestes lents han produït el que es coneix com "Cooke look" (estil Cooke) — imatges càlides i naturals a la pantalla.
Finalment, després de 22 anys de noves aportacions tecnològiques, Les Zellan i Robert Howard van acomiadar-se i deixar l'empresa en mans de Tim Pugh, com a director executiu, i Kees Van Oosrum com a president no executiu l'octubre de 2020.

## Construcció
Cada òptica està constituïda per diferents vidres en forma de disc, que en anglès s'anomenen elements. Cadascun d'aquests vidres o elements són diferents en quant a curvatura, espai, col·locació, gruix i diàmetre, mesurats mitjanánt un seguit de càlculs matemàtics i físics.
Cada òptica compta amb una construcció molt precisa que permet moure concisament i suaument cada vidre amb sostenidors metàl·lics. Per tal d'aconseguir la major precisió possible, en el procés de construcció, es sona la mateixa importància als càlculs de mesura que la construcció en sí.
El procés comença amb l'arribada dels vidres que conformaran les lents. Des d'un principi, aquests cristalls es troben en estat brut i tenen una mida superior de la requerida. Conseqüentment, aquests vidres es poleixen amb una barreja de purí fent ús de, tant del control numèric per ordinador (CNC) com de la maquinària tradicional (que aporta la característica pròpia de la marca). Un cop polit, el vidre és ruixat amb una pintura negre pelable que serveix per protegir el vidre fins al següent pas.
Després del poliment, els vidres es col·loquen en una safata i es revesteixen. A l'hora de retallar-los en les mides desitjades, aquests es munten a una peça de la maquinària amb una substancia semblant a la cera (que permet una forta subjecció entre el vidre i la peça, i al seu torn una fàcil separació). Fer-ho requereix calcular correctament el centre de la lent amb el centre de la peça a l'hora del muntatge.
Aquesta peça amb el vidre adherit s'encaixa amb la maquinària, que s'encarrega de retallar, amb total precisió, el vidre i aconseguir la mida desitjada. Per acabar de perfilar el diàmetre del vidre, s'acaben de retallar els sobrants manualment. Un cop retallats, es procedeix al muntatge de tots aquests per conformar la lent.
A tots aquells vidres que han d'anar col·locats a peces de metall, se'ls pinta en negre pels costats per tal d'evitar reflexos no desitjats. Aquest procés no la fa cap màquina, sinó que és manual. Després, el vidre passa pel Control de Qualitat, on s'hi assegura que cada peça de cristall sigui correcta i es prossegueix a l'ajuntament de totes les peces, per després desmuntar-les un altre cop, tornar-les a netejar i enviar-les a treure la pols. De vegades les lentes són netejades amb cotó i acetona. Un cop fet això, un únic tècnic s'encarrega de muntar tota la lent, d'aquesta manera s'assegura que la col·locació de les lents segueixin un mateix protocol i criteri. Per finalitzar, un últim tècnic s'encarrega de marcar amb total exactitud les diferents distàncies focals en el cos de l'òptica, calculant-ho amb un regle.
Cooke no fàbrica lents d'una mateixa distància focal en cadena, sinó que construeix una sèrie de diferents distàncies focals. Fent-ho així garanteixen l'homogeneïtat en els diferents objectius de cada joc.

## "Cooke Look"
Les lents de Cooke destaquen per aconseguir el que se'n diu el Cooke Look o l'estil Cooke i que es caracteritza per la reproducció d'una una imatge de subtil nitidesa i major contrast que resulten agradables per l'ull. Una altra característica rellevant és la transició entre els elements d'una imatge. Aquesta està suavitzada gràcies a l'arrodoniment de les línies sense recórrer a cap efecte artificial, aconseguint l'aparença natural i càlida que es lloa.
Les òptiques estan especialment construides per mantenir el mateix balanç i tractament cromàtic en tota la gamma d'objectius, fet que facilita el procés d'etalonatge durant el procés d'homogeneïtat en una producció.

## Tecnologia intel·ligent
L'any 2005, Cooke va dissenyar un mecanisme digital que permetés gravar les dades associades amb la posició de la lent, en quant a distància focal, la profunditat de camp, posició focal del zoom i l'obertura de l'iris. D'aquesta manera es va aconseguir un seguiment total de tots els paràmetres establerts de l'objectiu en cada fotograma sense recórrer a l'anotació i error humà. També facilita als directors de fotografia en el fet que permet guardar diferents perfils de lents a l'hora d'intercanviar d'òptiques. Aquesta característica no va suposar cap problema d'incompatibilitat entre mitjans digitals com d'analògics pel fet que les dades s'enregistren, o bé en el mateix mitjà d'enregistrament, o bé en una targeta SD. Cooke va denominar aquest sistema /i Technology (/i significant Intelligent).
Gràcies a aquest procés, la producció i la postproducció s'optimitzen, s'estalvia temps, diners i es facilita el procés en general. Al seu torn, la qualitat de la producció augmenta i els gràfics VFX i 3D poden ajustar-se millor al material principal. Totes aquestes avantatges es van implementar en la producció de les òptiques posteriors.
La comunicació entre lent i càmera s'estableix a partir de quatre pins que se situen a les 12:00 de l'objectiu i els corresponents circuits electrònics. Tot i que la tecnologia pertany a Cooke, aquesta va decidir oferir-la a altres manufactures del sector pel preu d'una lliura anual. Algunes de les companyies que van subscriure's a aquesta tecnologia van ser les òptiques d'Angénieux, Fujifilm, IB/E, Leitz, Panavision, Servicevision, Sigma i Zeiss; i les càmeres de Sony, Panasonic i Red. El mateix Les Zellen, exdirector de la companyia, afirma que la intenció és aconseguir l'estandardització del disseny a tota la indústria per facilitar l'accés i el seu ús.
L'any 2014, Cooke va actualitzar una segona versió de la tecnologia /i, /i2 oSquared (elevat a quadrat). En aquesta s'hi incorporaven nous components que permetien fer un seguiment del moviment de càmera a través de la posició de la lent (inertial tracking) i es va implementar en totes les sèries d'objectius. Aquesta nova característica permetia que els equips de VFX opoguessin accedir amb més precisió als moviments de càmera, sobretot en obstruccions, escombrats i moviments de càmera molt ràpids. Cinc anys més tard, el 2019, va arribar una nova actualització: /i3 o Cubed (elevat al cub). Aquesta va aportar una millora de les característiques anteriors i la compatibilitat del sistema /i amb més lents. L'actualització més rellevant té a veure amb el seguiment de la posició de la lent (de l'/i2), que en comptes de fer-se mitjançant en un únic càlcul per totes les lents, el càlcul de posició varia segons el tipus de lent que s'estigui utilitzant, obtenint així, encara més precisió de moviment.

## Produccions filmades amb lents Cooke
Els objectius Cooke han tingut una gran repercussió en diferents produccions audiovisuals, principalment pel seu caràcter natural, càlid i contrastat que s'ha denominat com a Cooke Look. Fins i tot, la companyia ha arribat a rebre una menció de l'Acadèmia de les Arts i les Ciències Cinematogràfiques per la seva innovació tecnològica. Per mencionar algunes de les pel·lícules de l'extensa llista que utilitzen els productes de Cooke hi trobem: Dolor y Gloria (2019), Mr. Turner (2014), The Grand Budapest Hotel (2014) i Whiplash (2014). De sèries se'n ressalten: Insecure (2016-), Game of Thrones (2011-2019), The Crown (2016-) i Watchmen (2019).
Les Zellan ha mencionat que fins i tot els estudis de Pixar porten un temps filmant amb "lents Cooke virtuals". Per posar un exemple, Les Zellan afirma que han simulat digitalment els objectius Cooke Super 35 Anamorphic a Toy Story 3 (2010) i Cooke Full-Frame Anamorphic en altres produccions més actuals.